# 송백경
송백경(1979년 4월 12일 ~ )은 대한민국의 힙합 그룹 원타임의 리드래퍼이다. 1998년 1TYM 정규 1집 앨범 《1TYM》으로 데뷔했고 2006년 1TYM이 잠정적으로 활동을 중단하자 프로젝트 그룹 무가당으로 활동하였다. 2007년 무가당의 활동 중단으로 래퍼로서의 은퇴를 선언한 이후 계속 음악 PD로서의 활동과 개인 사업을 주로 펼쳤다.

## 학력
- 서울신중초등학교 졸업
- 서초중학교 졸업
- 수도전기공업고등학교 졸업
- 동아방송대학교 실용음악과 전문학사 중퇴
- 경희대학교 포스트모던음악학과 학사 중퇴

## 참여앨범

### 1TYM앨범
1. One Time for Your Mind 1998년 10월
2. 2nd RoUnd 2000년 4월
3. Third Time Fo Yo' Mind!! 2001년 12월
4. Once N 4 All 2003년 11월
5. One Way 2005년 11월

### 무가당앨범
1. 무가당 (1st) 2006년 8월
2. 오에오 2007년 7월
3. 거침없이 하이킥 ost 주제가

### 랩, 작사, 작곡 및 프로듀싱
- 양현석 1집 널버리지마
- 원타임의 1tym, Good Love, 너를 일으켜, 뭘위한 세상인가, 탈출, Heaven, Get them hands up, 향해가, 흑과 백, 悪, 21세기란게 뭐야, How it go, Kiss, 서로가 서로를, Sucka Busta,구제불능, HOT뜨거, 너와나 우리 영원히 또 하나, Take it slow, Summer Night, Supafunk 등
- 지누션의 태권V, 이제 더 이상, 신나는 힙합, Tonight, How deep is your love, 자유, Ooh boy, Good Time
- YG패밀리 1집 돈돈돈, 서둘러, 2집 Everybody get down Remix, Get Ready Pt2,
- 스위티 Everybody Getdown, 너와 난 하난거야
- 거미의 Do it, Dance Dance
- 휘성의 Player
- 렉시의 Up and Down
- 이기찬 I'm Ready, 12,000ft
- 무가당의 노세 놀아보세, 거침없이 하이킥 등
- JC지은의 One night Lover
- 이민우 M Style BK Remix
- 이하이의 Rose

### 피쳐링
- 양현석의 널 버리지마
- JC지은의 One night lover

## 사건 및 논란
- 2005년 11월 만취 상태에서 차량을 몰다 택시와 버스, 인근 상가를 들이받는 음주운전 사고를 냈다.
- 2015년 9월 자신의 페이스북에 “세월호 사고때는 없는 법까지 만들어가며 억소리나게 보상해주면서 나라 지키다 북괴 지뢰 도발로 두다리를 잃은 장병들은 자기 돈으로 치료를 하네 이런 병신같은 나라에 살고 있다니..”라는 글을 게재해 논란이 됐다.
- 2016년 자신에게 악성 댓글을 단 네티즌을 고소한 사실을 밝히며 "알고보니 전라도 사람이었네"라는 글을 올려 지역 비하 논란을 일으키기도 했다.[1][2]
- 2022년 2월 자신의 페이스북에 "내 나라가 베네주엘라 되는 꼴 못봅니다", "윤석열 후보를 적극 지지합니다", "겉으로 안밝히는 이유? 대깨민들이 와서 생계를 위협할정도로 개분탕질치니깐", "윤대통령님 화이팅!!!!!^^" 이라며 윤석열 국민의힘 대선후보를 공개 지지했다.[3]